# ABC Champions Cup 2002
La ABC Champions Cup 2002, è stata la tredicesima edizione della massima competizione continentale per club di basket dell'Asia organizzata dalla FIBA Asia, la FIBA Asia Champions Cup, allora conosciuta con il nome di ABC Champions Cup. Il torneo, a cui hanno preso parte 10 squadre provenienti da altrettante nazioni, si è svolto in Malaysia dal 1 all'8 Giugno 2002, presso il MABA Stadium della capitale Kuala Lumpur dove si sono giocate tutte le partite.

## Squadre qualificate
|  | Squadra nazione ospitante |
|  | Campioni in carica        |

| Squadre partecipanti al torneo | Squadre partecipanti al torneo | Squadre partecipanti al torneo | Squadre partecipanti al torneo | Squadre partecipanti al torneo |
| Asia Occidentale (2)           | Golfo Persico (3)              | Asia Centrale (1)              | Sud-Est asiatico (2)           | Asia Orientale (2)             |
| ------------------------------ | ------------------------------ | ------------------------------ | ------------------------------ | ------------------------------ |
| Sagesse Beirut                 | Al-Ittihad Gedda               | Punjab Police                  | Petronas                       | Winling Basket                 |
| Al Wahda Damasco               | Al-Rayyan Doha                 |                                | Spring Cooking Oil             | Sangmu Phoenix                 |
|                                | Al Manama                      |                                |                                |                                |

## Fase a gironi
Tutte le partite sono state giocate secondo l'orario locale (UTC+8)
|  | Qualificata alle Final 4 |
|  | Finale 5º-6º posto       |
|  | Finale 7º-8º posto       |
|  | Finale 9º-10º posto      |

### Gruppo A
| Squadra            | Par. | V | S | PF  | PS  | DP  | Pun | Tie-break |
| ------------------ | ---- | - | - | --- | --- | --- | --- | --------- |
| Al-Ittihad Gedda   | 4    | 4 | 0 | 407 | 364 | +43 | 8   |           |
| Sangmu Phoenix     | 4    | 2 | 2 | 376 | 399 | −23 | 6   | 1–0       |
| Sagesse Beirut     | 4    | 2 | 2 | 443 | 363 | +80 | 6   | 0–1       |
| Spring Cooking Oil | 4    | 1 | 3 | 383 | 427 | −44 | 5   | 1–0       |
| Winling Basket     | 4    | 1 | 3 | 362 | 418 | −56 | 5   | 0–1       |

### Gruppo B
| Squadra          | Par. | V | S | PF  | PS  | DP   | Pun. |
| ---------------- | ---- | - | - | --- | --- | ---- | ---- |
| Al-Rayyan Doha   | 4    | 4 | 0 | 400 | 327 | +73  | 8    |
| Al Wahda Damasco | 4    | 3 | 1 | 404 | 320 | +84  | 7    |
| Petronas         | 4    | 2 | 2 | 355 | 347 | +8   | 6    |
| Al Manama        | 4    | 1 | 3 | 341 | 364 | −23  | 5    |
| Punjab Police    | 4    | 0 | 4 | 319 | 461 | −142 | 4    |

## Fase Finale

### Final Four
|  | Semifinali 4 Maggio | Semifinali 4 Maggio | Semifinali 4 Maggio |                |                  | Finale 5 Maggio          | Finale 5 Maggio          | Finale 5 Maggio          |  |
|  |                     |                     |                     |                |                  |                          |                          |                          |  |
|  | Al-Ittihad Gedda    | Al-Ittihad Gedda    | 96                  |                |                  |                          |                          |                          |  |
|  | Al-Ittihad Gedda    | Al-Ittihad Gedda    | 96                  |                |                  |                          |                          |                          |  |
|  | Al Wahda Damasco    | Al Wahda Damasco    | 82                  |                |                  |                          |                          |                          |  |
|  | Al Wahda Damasco    | Al Wahda Damasco    | 82                  |                | Al-Ittihad Gedda | Al-Ittihad Gedda         | 78                       |                          |  |
|  |                     |                     |                     |                | Al-Ittihad Gedda | Al-Ittihad Gedda         | 78                       |                          |  |
|  |                     |                     | Al-Rayyan Doha      | Al-Rayyan Doha | 92               |                          |                          |                          |  |
|  | Al-Rayyan Doha      | Al-Rayyan Doha      | Al-Rayyan Doha      | Al-Rayyan Doha | 92               | 99                       |                          |                          |  |
|  | Al-Rayyan Doha      | Al-Rayyan Doha      |                     |                |                  | 99                       |                          |                          |  |
|  | Sangmu Phoenix      | Sangmu Phoenix      | 70                  |                |                  | Finale 3º posto 5 Maggio | Finale 3º posto 5 Maggio | Finale 3º posto 5 Maggio |  |
|  | Sangmu Phoenix      | Sangmu Phoenix      | 70                  |                |                  |                          |                          |                          |  |
|  |                     |                     |                     |                |                  |                          |                          |                          |  |
|  |                     |                     |                     |                |                  | Al Wahda Damasco         | Al Wahda Damasco         | 104                      |  |
|  |                     |                     |                     |                |                  | Al Wahda Damasco         | Al Wahda Damasco         | 104                      |  |
|  |                     |                     |                     |                |                  | Sangmu Phoenix           | Sangmu Phoenix           | 63                       |  |

### Finale 9º-10º posto
| Kuala Lumpur 4 maggio 2002, ore 10:00 UTC+8 Finale 9º-10º posto | Winling Basket | 86 – 67 referto | Punjab Police | MABA Arena |

### Finale 7º-8º posto
| Kuala Lumpur 4 maggio 2002, ore 12:30 UTC+8 Finale 7º-8º posto | Spring Cooking Oil | 95 – 75 referto | Al Manama | MABA Arena |

### Finale 5º-6º posto
| Kuala Lumpur 5 maggio 2002, ore 15:00 UTC+8 Finale 5º-6º posto        | Sagesse Beirut | 119 – 110 referto               | Petronas | MABA Arena |
| \| \| \| \| \| Ford 45 \| Punti \| 39 Livingston 25 K. Satyaseelan \| |                |                                 |          |            |
|                                                                       |                |                                 |          |            |
| Ford 45                                                               | Punti          | 39 Livingston 25 K. Satyaseelan |          |            |

### Finale Terzo posto
| Kuala Lumpur 5 maggio 2002, ore 18:00 UTC+8 Finale Terzo posto   | Al Wahda Damasco | 104 – 63 referto | Sangmu Phoenix | MABA Arena |
| \| \| \| \| \| Pitts 30 Alsamer 22 \| Punti \| 13 Jung Il-woo \| |                  |                  |                |            |
|                                                                  |                  |                  |                |            |
| Pitts 30 Alsamer 22                                              | Punti            | 13 Jung Il-woo   |                |            |

### Finale
| Kuala Lumpur 5 maggio 2002, ore 21:00 UTC+8 Finale                       | Al-Ittihad Gedda | 78 – 92 (19-22, 39-44,58-59) referto | Al-Rayyan Doha | MABA Arena |
| \| \| \| \| \| Henderson 14 \| Punti \| 23 Johnson 20 Ismail 10 Baone \| |                  |                                      |                |            |
|                                                                          |                  |                                      |                |            |
| Henderson 14                                                             | Punti            | 23 Johnson 20 Ismail 10 Baone        |                |            |

| ABC Champions Cup 2002   |
| ------------------------ |
| Al-Rayyan Doha 1º Titolo |

## Classifica finale
| Posizione | Squadra            | Record |
| --------- | ------------------ | ------ |
|           | Al-Rayyan Doha     | 6–0    |
|           | Al-Ittihad Gedda   | 5–1    |
|           | Al Wahda Damasco   | 4–2    |
| 4°        | Sangmu Phoenix     | 2–4    |
| 5°        | Sagesse Beirut     | 3–2    |
| 6°        | Petronas           | 2–3    |
| 7°        | Spring Cooking Oil | 2–3    |
| 8°        | Al Manama          | 1–4    |
| 9°        | Winling Basket     | 2–3    |
| 10°       | Punjab Police      | 0–5    |

## Premi

### Riconoscimenti individuali
| Riconoscimento                            | Giocatore        | Squadra        | Note  |
| ----------------------------------------- | ---------------- | -------------- | ----- |
| ABC Champions Cup MVP                     | Kristaan Johnson | Al-Rayyan Doha | [ 1 ] |
| ABC Champions Cup Top Three Point Shooter | Son Gyu-Wan      | Sangmu Phoenix | [ 1 ] |
| ABC Champions Cup Most Valuable Coach     | Ahmed Abdul Hadi | Al-Rayyan Doha | [ 1 ] |